# 加藤啓子 (絵本研究家)
加藤 啓子（かとう けいこ、1949年 - ）は、日本の絵本研究者。

## 略歴
絵本あれこれ研究家。絵本いろいろの会 主宰。
1980年から1990年  地域文庫活動に関わる。その後、絵本の執筆、研究・普及活動に携わり、手作り絵本講座、絵本POP作り講座なども手がける。1992年から2014年、奈良県立五條病院付属看護学校で芸術・絵本づくりの講師を務める。
2003年から2015年、大阪市立子育ていろいろ相談センター(現 クレオ大阪子育て館）主催 「えほん展いろいろ」企画スーパーアドバイザーを務めた。
ATC（アジア太平洋トレードセンター）]主催 「遊べる絵本展DanDan」にてダンボール遊具デザイナー『こふれ』チームと共同企画。
ODP（大阪デザイン振興プラザ）主催「感じるデザイン絵本展」など、各地で「絵本展」の開催を指導。
近畿圏を中心に、多数の市の保育園・幼稚園・小学校・中学校・高校・大学での、クラス単位の『えほんのひろば』の企画設営など指導。そのほか保護者・職員・ボランティア・図書館司書・学校図書館指導員への研修及び講演会。療育施設・事業所・老人ホーム等で『えほんのひろば』の開催。

## 著書
- 「ころころお山にかえろだんご虫 」（1989年）文研出版 ISBN 978-4-580-81068-6